# Polyommatus amoena
Polyommatus amoena är en fjärilsart som beskrevs av Schultz 1904. Polyommatus amoena ingår i släktet Polyommatus och familjen juvelvingar. Inga underarter finns listade i Catalogue of Life.